# اخوان الصفا

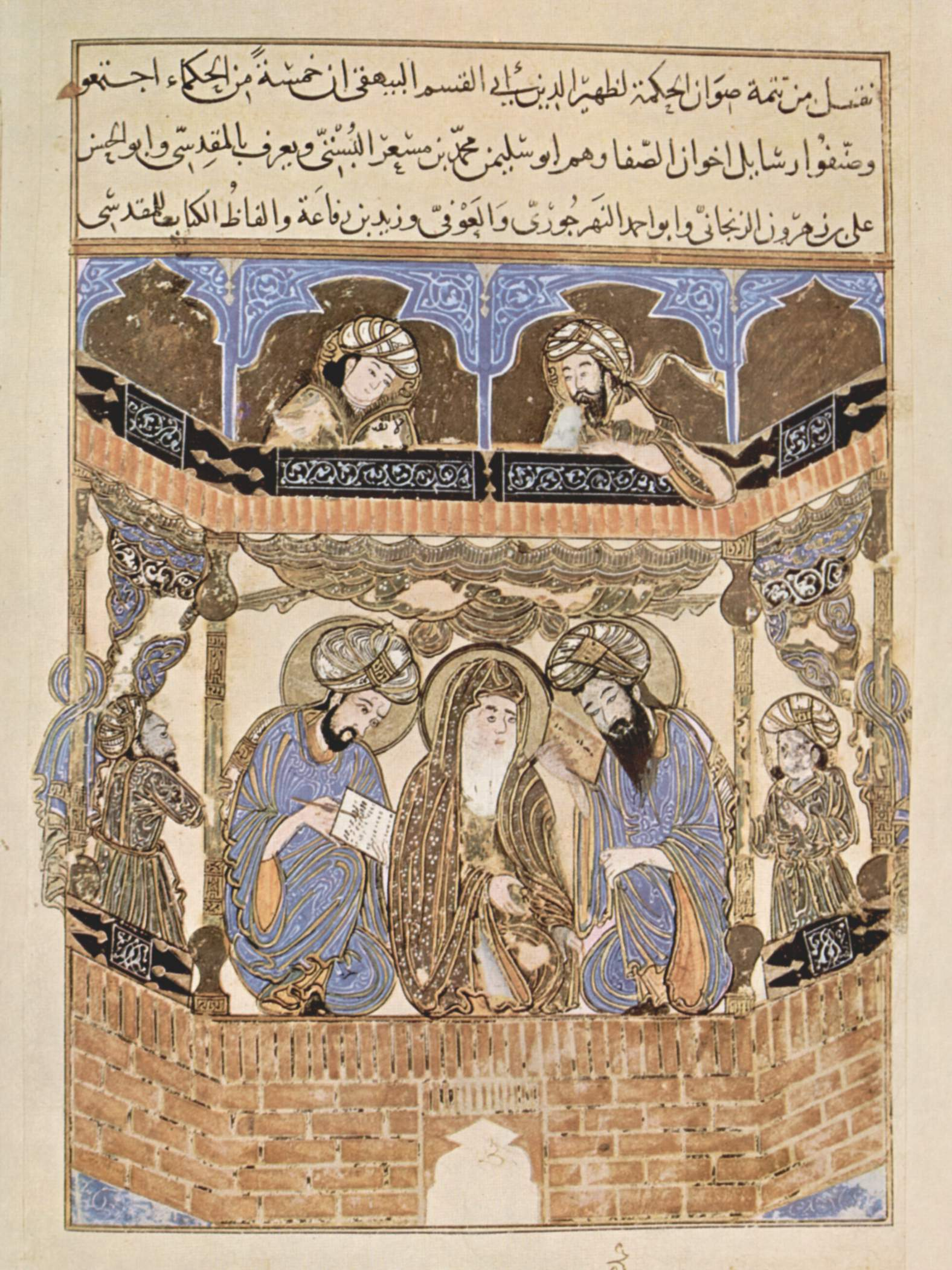
نسخه خطی در سده ۱۲ مربوط به اخوان الصفا

اِخوان الصّفا و خُلّان الوَفا یا برادران مخلص جمعیت سری فلسفی و عرفانی عمدتا اسماعیلی  بودند که در سده ۴ق در بصره و بغداد رفیق شدند و دائرةالمعارف رسائل اخوان الصفا و خلان الوفا را نوشتند.
اساس مسلک و مرام آنان این بود که بین شریعت اسلامی و فلسفه یونانی هیچ‌گونه تضاد و تعارض وجود ندارد و شخص می‌تواند شریعت اسلامی و حکمت یونانی را به‌طور متحد چراغ راه خویش سازد. هدف این گروه ترویج صلح و صفا بین مردم و رفع اختلاف فکری و مذهبی از طریق گسترش حکومت عقل و تلفیق بین فلسفه و مذهب و ایجاد یک گونه آرمان‌شهر بوده‌است.
آن‌ها شروع به نوشتن مقالاتی بدون گوشزد نام نویسنده نمودند و خود را اِخوان الصّفا و خُلّان الوَفا نامیدند. آن‌ها گرچه در پژوهش به روش یونانیان مانند اقلیدس و نیکوماخوس بودند، ولی پژوهش‌ها و نظریات آن‌ها در زمینهٔ حل مسئله‌های مربوط به صوت از یونانیان پیشتر رفت. به گفتهٔ شفیعی کدکنی عقاید آن‌ها توفیقی در کشف نظام موسیقایی جهان داشته‌است. در رساله پنجم، بخش ریاضی، در باب موسیقی سخن رفته‌است.
جماعت اخوان‌الصفا با یکدیگر بسیار دوستانه و برادرانه زندگی می‌کردند و می‌کوشیدند از هر نوع هواپرستی و فریب و نفاق برکنار باشند.
آنان خود به کیمیاگری و علوم خفیه روی آوردند٬ در حالی که در رسائل خویش٬ نخست٬ مطالعهٔ علوم طبیعی را می‌آموختند. این امر در گیاهشناسی٬ آنان را به بررسی شکل و ساختمان گیاهان و چگونگی رشد آن‌ها سوق داد. سپس آنان به بحث در کنایات عددی اندام‌های گوناگون گیاهان و جایگاهشان در نظام کیهانی پرداختند و مطالعاتشان در رشد و ریخت‌شناسی گیاهان به حال علم سودمند افتاد.

## ملیت و مذهب اخوان
اخوان الصفا احتمالاً ایرانی نسب، و به گمان قوی، شیعی مذهب بوده‌اند. شاهد نکته نخست آن است که آنان گاه به برابر نهادِ فارسی واژه‌ها اشاره می‌کنند و گاه برای بیان مقصود خود، اساساً جز واژه ای عجمی نمی‌یابند. در برخی نسخه‌های رسائل، اشعاری فارسی نیز آمده‌است که به احتمال ـ همچون اشعار عربی ـ از افزوده‌های ناسخان است.
دلایل تشیع اخوان فراوان است. آنان ضمن تجلیل از خمسه طیبه، اهل بیت پیامبر را وارث علوم نبوی و بهره‌مند از ولایت خاص الهی می‌خوانند و غصب حقوق آنان را زمینه‌ساز فاجعه کربلا می‌دانند.

## اعضای انجمن
باور برخی تاریخ‌نگاران بر این است که اعضای اخوان‌الصفا ایرانی بودند. هرچند این انجمن به صورت سری طی حیات می‌کرد، لکن نام چند تن از جمعیت آن، از طریق آثار ابوحیان توحیدی و دیگران شناخته شده‌است:
- ابوسلیمان محمد بن معشر بُستی (معروف به المقدسی یا المقدیسی)،
- ابوالحسن علی بن هارون زنجانی
- ابواحمد مهرجانی، (برخی از مستشرقان معتقدند که نام این شخص محمد بن احمد نهرجوری است)؛
- ابوالحسن عوفی (العوفی)
- زید بن رفاعه

## درجات
جماعت اخوان‌الصفا بر ظهور حلقه‌های فتوت و به طبع آن فتوت‌نامه‌ها مؤثر بودند. اخوان علاوه بر سیر و سلوک فکری دارای سیر و سلوک عملی نیز بودند و بر همین اساس نظامی از تعلیم و تربیت استاد-شاگردی و دستگاهی منظم با سطوح مختلف نوآموزان و مرشدان ساخته بودند. به همین دلیل می‌توان اخوان را از مهم‌ترین عوامل تأثیرگذار در ظهور حلقه‌های اتصال میان حکمت و صناعت و فن و فتوت در تاریخ تمدن اسلامی دانست. مراتب ارشاد و تعلیم نوآموزان جمعیت اخوان بیانگر این نکته است.
افراد بر پایه تفاوت مراتب سیر معنوی درجات چهارگانه داشته‌اند:
- اخوان الابرار و الرحماء: سن این گروه بین پانزده تا سی سال بود و کسانی در این سطح پذیرفته می‌شدند که حاوی سه صفت باشند: صفای ذات و روح، تیزهوشی و سرعت انتقال.
- اخوان الاخبار و الفضلاء: افراد آن بین سی تا چهل سال سن داشتند. صفاتی همچون سخاوت، شفقت، مهربانی و وفاداری به دیگر اخوان و نیز مراعات حال اخوان دیگر لازمه حضور در این مرتبه از مراتب اخوان بود.
- اخوان الفضلاء الکرام: سن بین چهل تا پنجاه سال. گروهی بودند که قوانین را می‌شناختند، عقاید را تدوین می‌کردند، اصول و حقایق، دفاع و راه‌ها را روشن نموده و در امر دعوت ساعی بودند.
- مقام مشاهده حق و دارای قوه ملکی: پس از ۵۰ سالگی (مرحله کمال. اخوان در این مرحله برای مشاهده قیامت و صعود به ملکوت آسمان آمادگی داشتند)

## عقاید
اخوان بر برابری و برادری اعتقاد داشتند. اینان شیعیانی بودند در اطراف بغداد که از روش مخفیکاری و فرستادن داعیان به اطراف همانند قرمطیان و اسماعیلیان استفاده می‌کردند. جمعیت سرّی آن‌ها از اوایل قرن چهارم به وجود آمد. اخوان الصفا را جمعیتی آرمانی به شیوه فیثاغورثی نیز گفته‌اند که اعتقاد به تطبیق علوم پایه با دین داشته‌اند.
یکی از عقاید جمعیت که در رسائل اخوان‌الصفا آمده‌است، این بود که به همان معنا که پیامبرانی چون آدم و نوح و ابراهیم و موسی منشأ هدایت و مصدر راهنماییی مردم بوده‌اند، اشوزردشت پیغمبر ایرانی و افلاطون فیلسوف یونانی می‌توانند مردم را به طریق حقیقت و راه نجات هدایت نمایند. در نظر جماعت اخوان‌الصفا، خدای پیغمبران بنی اسرائیل همان خدایی است که اشوزردشت آن را اهورامزدا می‌خواند. اهورامزدای زردشت نیز همان مبدئی است که افلاطون یونانی تحت عنوان خیر اعلی از آن سخن می‌گوید.

## رساله‌ها
اخوان الصفا ۵۴ عدد رسالۀ عربی برجای گذاشته‌اند: ۱۴ رساله در ریاضی، ۱۷ رساله در طبیعی، ۱۰ رساله در علوم نفسانی، ۱۱ رساله در نوامیس و اخلاق، یک رساله به عنوان مقدمه و یک رساله به عنوان چکیده مندرجات.
رسائل اخوان الصفا و خلان الوفا دائرةالمعارفی بزرگ شامل ۵۲ رساله نوشتهٔ اخوان الصفا است. مؤلفان اثر، هویت خود را عمداً پنهان نگه داشته‌اند و تاریخ دقیق پدیدآمدن اثر نیز نامعلوم است (احتمالاً حدود نیمهٔ دوم سدهٔ ۱۰ام مطابق قرن ۴ و ه). رسائل شامل چهار بخش عمده است و هر بخش چندین رساله و هر رساله چندین فصل است. اثر پیرامون موضوعات مختلف از دین و هندسه و موسیقی و جغرافیا و علم حساب تا اخلاق و جادو شکل گرفته‌است، که همگی با یک هدف اساسی نوشته شده‌اند که مکرراً توسط نویسندگان اثر تأکید شده‌است، که علم‌آموزی ریاضتی است برای نفس که آن را برای زندگی در عالم پس از مرگ آماده می‌کند. خلاصهٔ مهمی از کل اثر در یکی از رساله‌ها و تحت عنوان الرسالة الجامعة آمده‌است.